# Степанкино
Степа́нкино (рос. Степанкино, марій. Стапанъял) — присілок у складі Звениговського району Марій Ел, Росія. Входить до складу Ісменецького сільського поселення.

## Населення
Населення — 80 осіб (2010; 93 у 2002).
Національний склад (станом на 2002 рік):
- марі — 93 %